# ケイブルグラム
ケイブルグラム（米: Cablegram、ケーブルグラム）とは、ウイスキーをベースとするカクテルであり、冷たいタイプのロングドリンク（ロングカクテル）に分類される。アメリカ合衆国で誕生したカクテルである。
カクテル名のケイブルグラムとは、海底電信（海底ケーブルを利用した電信や電報）のこと。なお、このカクテルは、アメリカではケイブルグラム・ハイボール（ケーブルグラム・ハイボール）とも呼ばれており、ヨーロッパではケイブルグラム・カクテルとも呼ばれている
。ジンジャー・エールを使用する、冷たいタイプのスリングの1種とも言える

。

## 標準的なレシピ
- ウイスキー ＝ 45ml
- レモン・ジュース ＝ 15〜20ml
- 砂糖 ＝ 1tsp
- ジンジャー・エール ＝ 適量

### 作り方
ウイスキー、レモン・ジュース、砂糖をシェークして、氷を入れたタンブラー（容量240〜300ml程度）に注ぎ、よく冷やしたジンジャー・エールでグラスを満たし、軽くステアすれば完成である。

### 備考
- 上記の標準的なレシピの分量通りに作った場合、使用するタンブラーの容量が240mlであれば、ジンジャー・エールの量は90ml程度[2]。
- ウィスキーの中でも、ライ・ウィスキーを指定するレシピもある[3]。
- ジンジャー・エールの炭酸を逃がしてしまうくらいならば、ジンジャー・エールを満たした後でのステアは、しない方が良い。
- 砂糖は、シュガー・シロップなどを使っても良い。
- シェークではなく、ステアで作る場合もある[1]。

## バリエーション
- 砂糖を入れなければ、ウィスキー・バックとなる。
- ジンジャー・エールを炭酸水に変えると、ウィスキー・フィズとなる。